# Sitonini
Sitonini Gistel, 1848 è una tribù di coleotteri curculionidi della sottofamiglia Entiminae.

## Tassonomia
La tribù comprende i seguenti generi:
- Catachaenus Schönherr, 1840
- Cecractes Schönherr, 1840
- Ecnomognathus Voss, 1925
- Eugnathus Schönherr, 1834
- Schelopius Desbrochers, 1872
- Sitona Germar, 1817
- Sitonitellus Carpenter, 1985
- Velazquezia Alonso-Zarazaga & Lyal, 1999